# Eh Puto
Eh Puto ist ein mexikanischer Schlachtruf von Fußball-Fans, der beim Abstoß bzw. Freistoß von Spielern der gegnerischen Mannschaft gerufen wird und wegen angeblicher homophobischer Tendenzen schon mehrfach zu Sanktionen der FIFA gegen den Mexikanischen Fußballverband führte. Er hat seinen Ursprung in der nordmexikanischen Stadt Monterrey, als die Zuschauer – zunächst beim Football und später auch beim Fußball – Eh Pum riefen und wurde 2003 bei einem Clásico Tapatío in Guadalajara von Anhängern des CF Atlas, gegen den beim Nachbarverein Chivas unter Vertrag stehenden Nationaltorwart Oswaldo Sánchez, in Eh Puto umgewandelt.

## Die Ursprünge
Die Entstehung des heutigen Schlachtrufes Eh Puto (ein lang gezogenes Ehhh beim Anlauf eines Spielers zur Ausführung eines Ab- oder Freistoßes und ein darauf folgendes Puuu-tooo, während der Ball getroffen wird und durch die Luft fliegt) geht auf die 1980er Jahre zurück, als Fans der in der Asociación de Futbol Americano Infantil de Monterrey (AFAIM) spielenden Footballmannschaft Potros aus Monterrey bei jedem Kickoff Eh Pum riefen (Pum ist gleichzusetzen mit dem deutschen Begriff Bum und wurde in dem Augenblick gerufen, als der Ball von einem Spieler getroffen wurde). Etwa zehn Jahre später wurde dieser Ruf auch von Anhängern des in der Organización Nacional Estudiantil de Futbol Americano (Onefa) vertretenen Footballteams der Borregos Salvajes del Tec de Monterrey praktiziert. Schließlich fand er (2001) Eingang in den Fußball, als er von Anhängern des in derselben Stadt beheimateten CF Monterrey übernommen wurde. Seine Abwandlung in den heutigen Begriff Eh Puto wurde 2003 durch Anhänger des Club Atlas aus der zweitgrößten mexikanischen Stadt Guadalajara vorgenommen. Wurde der Ruf zuvor noch zur Unterstützung der eigenen Mannschaft verwendet, so war er nun gegen  den gebürtigen Tapatío und in der Jugend von Atlas ausgebildeten Torwart Oswaldo Sánchez vom Nachbarn Chivas gerichtet, nachdem dieser in einem Interview gesagt hatte, dass er Atlas dankbar sei, ihm seinen ersten Profivertrag gegeben zu haben, sein Herz aber Chivas gehöre. Bald darauf war der Ruf überall bei Fußballspielen in Mexiko zu hören und wurde von den Fans auch bei Spielen der Nationalmannschaft nicht ausgelassen. Erstmals bei einer Fußball-Weltmeisterschaft war er 2006 in Deutschland zu hören, auch wenn die Öffentlichkeit damals noch keine Notiz davon nahm.

## Strafen wegen Diskriminierung
Der spanische Begriff Puta ist international ziemlich bekannt und bezeichnet eine Hure. Demzufolge bezeichnet das männliche Äquivalent Puto einen Stricher, wird aber auch – vor allem in einigen Teilen Südamerikas, wie zum Beispiel in Argentinien –  ganz allgemein (abwertend) für einen homosexuellen Mann verwendet. Wegen dieser Herleitung wird das Wort von einigen Teilen der Gesellschaft als Verunglimpfung von Schwulen verstanden. Dieser Auffassung folgte zuletzt auch die FIFA, nachdem sie das Wort noch bei der Fußball-Weltmeisterschaft 2014 als „nicht beleidigend“ im Fußballkontext eingestuft hatte. Bald änderte die FIFA jedoch ihre ursprüngliche Auffassung und belegte den Mexikanischen Fußballverband während der Qualifikation zur WM 2018 insgesamt zwölfmal mit einer Strafe (2 Verwarnungen und 10 Bußgelder). Auch beim FIFA-Konföderationen-Pokal 2017 wurde der Mexikanische Fußballverband wegen der „Puto“-Rufe seiner Fans von der FIFA verwarnt. Anschließend richtete die Mannschaft sich in einem offenen Brief an die mexikanischen Fans und bat darum, die Rufe einzustellen. Auch vor der Fußball-Weltmeisterschaft 2018 appellierten der Verband und einige Nationalspieler an die nach Russland reisenden Anhänger, den Ausruf zu unterlassen. Manche Zeitungen schlugen vor, stattdessen „Putin“ zu rufen. Der Bitte von offizieller mexikanischer Seite wurde jedoch keine Folge geleistet und so war der Ruf auch im ersten Spiel Mexikos bei der WM 2018 gegen Deutschland, vorwiegend gegen den deutschen Torhüter Manuel Neuer, zu hören. Dies führte zu einer Bestrafung des mexikanischen Verbandes durch die FIFA in Höhe von 10.000 Schweizer Franken. Auch für die Fans ist es bei FIFA-Turnieren ein Risiko, „Eh Puto“ zu schreien. Denn wer sich bei der WM 2018 an dem Ruf beteiligte, riskierte wegen diskriminierendem Verhalten einen Stadionverweis sowie ein Stadionverbot für die weiteren Spiele. Daher appellierte der bei Eintracht Frankfurt unter Vertrag stehende Nationalspieler Marco Fabián an die Fans, auf den Ruf zu verzichten.

## Bedeutungen des Wortes Puto
Wie es in den weltweit rund 20 spanischsprachigen Staaten unterschiedliche Bedeutungen für ein und dasselbe Wort gibt (so bezeichnet eine Tortilla in Spanien ein Omelett, während dasselbe Wort in Mexiko eine Art Fladenbrot beschreibt), so trifft dies auch auf das Wort „Puto“ zu.
Während das Wort in Argentinien und Paraguay eindeutig als homophob einzustufen ist, steht es in den meisten Ländern Mittelamerikas sowie in Venezuela auch für einen untreuen oder sexbesessenen Mann. In Kolumbien und Uruguay findet das Wort sogar Anwendung, um mutige Menschen zu bezeichnen, wobei der Begriff in Kolumbien auch für eine aufdringliche oder anderweitig unangenehme Person stehen kann. In Mexiko kann das Wort „Puto“ einigen Berichten zufolge auch einen „Schwächling“ oder ein „Weichei“ bezeichnen. Diesen Sachverhalt erläuterte 2014 auch der seinerzeitige mexikanische Nationaltrainer Miguel Herrera: „Der Ruf hat keine bösartige Bedeutung und dient nur dazu, den gegnerischen Torwart zu verunsichern.“ Um den inzwischen von der FIFA als homophob eingestuften Begriff zu relativieren, erinnerte eine Analyse in den sozialen Medien daran, dass die Mexikaner „Puto“ und die weibliche Form „Puta“ verwenden, um das Wetter, den Verkehr, ihre Vorgesetzten oder sogar ihre besten Freunde zu verfluchen (in diesem Zusammenhang könnte „Eh Puto“ auch die Erwartung eines verunglückten Balltreffers meinen, um den Schützen zu verunsichern). Einer anderen Interpretation zufolge ist „puto“ im mexikanischen Sprachgebrauch ein Äquivalent für „Idiot“.
Die unterschiedlichen Bedeutungen des Wortes werden auch von den renommierten Wörterbuch-Verlagen Langenscheidt und Pons bestätigt. Denn gemäß dem umfangreichen Langenscheidt Handwörterbuch Spanisch ist das Wort „puto“ unter anderem mit „mies“ bzw. „verdammt“ zu übersetzen. Gemäß der Online-Ausgabe von Pons bedeutet das Wort unter anderem so viel wie „verdammt“ oder „Scheiß-“. So ist zum Beispiel ein Satz wie „el puto coche no arranca“ mit „das Scheißauto springt nicht an“ zu übersetzen. Ähnliche Bedeutungen hat auch das weibliche Wort „puta“, das eigentlich eine Hure bezeichnet. So hat sich im Sprachgebrauch eingebürgert, dass „ni puta idea“ in etwa „keinen blassen Schimmer“ bedeutet oder die Redewendung „que puta suerte“ in etwa mit „so ein Schweineglück“ zu übersetzen ist. Außerdem bezeichnet der Begriff „de puta madre“ nicht, dass man von einer Hurenmutter abstammt, sondern hat eine dem umgangssprachlichen Wort „Geil“ (für „Super“ bzw. „Gut“) gleichzusetzende Bedeutung.
Die FIFA scheint einer Auslegung zu folgen, wonach „Puto“ in Mexiko im jovialen Umgang unter Freunden zwar als Synonym für „Schwächling“ verwendet wird, im Kontext eines Ausrufs von Tausenden Fußballfans hingegen mit „Schwuchtel“ zu übersetzen sei. Dabei ließe sich die mexikanische Interpretation vom „Schwächling“ gerade auch bei der Ausführung eines Abstoßes oder Freistoßes viel besser nachvollziehen, weil man den Schießenden damit eben verunsichern wolle, einen schlechten Schuss abgefeuert zu haben und ihn somit eben als „Schwächling“ klassifiziere.
Zumindest bei den Fans der in Tijuana beheimateten Xolos kursiert bereits eine erweiterte Version des „Puto“-Rufes, die die oben bereits erwähnte mexikanische Bedeutung vom „Idioten“ zu bestätigen scheint. In diesem Refrain singen die Fans die folgenden Zeilen:
Eh, puto! puto! puto! y re-putisimo!

Que lo vengan a ver, que lo vengan a ver!

Ese no es un portero, es una puta de cabaré.

Puto!
Dieser Refrain lässt sich in etwa wie folgt übersetzen:

Eh, Trottel! Trottel! Trottel! Einfach nur ein Trottel!

Alle können es seh‘n, alle können es seh’n.

Das ist kein Torwart, es ist ein Clown aus dem Kabarett.

Idiot!

## Eine mexikanische Tradition
Obwohl der Ausruf „Eh Puto“ erst seit 2003 in Umlauf ist (aber vorher bereits mehr als eine Dekade in Monterrey als „Eh Pum“ praktiziert wurde), stellt er mittlerweile eine mexikanische Tradition dar, deren Gebrauch sich die Mexikaner nicht verbieten lassen wollen. Schon gar nicht von besserwisserischen Gringos. So ist zum Beispiel aufschlussreich, dass die US-amerikanischen Medien bis zur WM 2014 von den „Puto“-Rufen keine Notiz nahmen, ehe einige Sportjournalisten und Politiker das Thema aufgriffen und damit begannen, die mexikanischen Fans als homophobe Neandertaler zu bezeichnen. Dies war allerdings der denkbar schlechteste Weg, um die Mexikaner zum Verzicht auf diesen Ausruf zu bewegen. Denn je mehr die Mexikaner sich bisher mit einer Bevormundung konfrontiert sahen, desto entschlossener waren sie darin, ihren traditionellen Ruf mit umso mehr Inbrunst zu verteidigen und herauszuschreien.
Auch bei den angeblich negativ besetzten „Puto“-Rufen, die mit Antidiskriminierungsstrafen geahndet wurden, kann es sich um eine gezielte Medienmanipulation handeln. Zu einem gegenteiligen Ergebnis kommt nämlich der Filmbeitrag von zwei mexikanischen Reporterinnen, die in Mexiko-Stadt verweilende Touristen befragten, was sie von dem Schlachtruf hielten und ob sie eine Bestrafung durch die FIFA befürworteten oder ablehnten? So äußerte sich ein befragter Mann aus den Vereinigten Staaten dahingehend, dass ihm der Ruf gefalle, weil er gute Stimmung erzeuge. Folglich lehnte er eine hierfür ausgesprochene Bestrafung ab: „Ich denke, jede Fankurve sollte dazu in der Lage sein, sich so zu artikulieren, wie sie es möchte. Es ist eine freie Welt. Daher sollte man sagen können, was man sagen möchte.“ Ein anderer Befragter meinte: „Es ist was Traditionelles und sollte daher erhalten bleiben.“
Nachdem der mexikanische Verband bereits mehrfach für die „Puto“-Rufe bestraft wurde, steigerte sich die Verärgerung der mexikanischen Fans noch dadurch, dass während des Finalspiels um den CONCACAF Gold Cup 2017 zwischen den Vereinigten Staaten und Jamaika der „Puto“-Ruf auf beiden Seiten des Publikums zu hören war, deren Verbände aber nicht bestraft wurden. Allerdings war bei diesen Aktionen auch nicht auszuschließen, dass sie von mexikanischen Fans initiiert wurden, die bereits Finaltickets erworben hatten, bevor ihre Mannschaft im Halbfinale gegen Jamaika ausgeschieden war, und diese während des ohne ihre Mannschaft ausgetragenen Endspiels gezielt provozieren wollten. Jedenfalls verbreitet sich der „Puto“-Ruf auch in den Vereinigten Staaten immer mehr und war 2018 auch bei Fußballspielen der LA Galaxy und des New York City FC zu hören.